# Hiroshi Nakano
Hiroshi Nakano (中野 洋司 Nakano Hiroshi?, nacido el 23 de octubre de 1983 en Saga) es un exfutbolista japonés. Jugaba de defensa y su último club fue el Tochigi SC de Japón.

## Trayectoria

### Clubes
| Club            | País  | Año         |
| --------------- | ----- | ----------- |
| Albirex Niigata | Japón | 2006 - 2010 |
| Yokohama FC     | Japón | 2011 - 2012 |
| Tochigi SC      | Japón | 2013 - 2015 |

## Estadística de carrera

### J. League
| Club            | Año   | J. League | J. League | Copa J. League | Copa J. League | Total | Total |
| Club            | Año   | Part.     | Goles     | Part.          | Goles          | Part. | Goles |
| --------------- | ----- | --------- | --------- | -------------- | -------------- | ----- | ----- |
| Albirex Niigata | 2006  | 25        | 0         | 6              | 0              | 31    | 0     |
| Albirex Niigata | 2007  | 7         | 0         | 2              | 0              | 9     | 0     |
| Albirex Niigata | 2008  | 11        | 0         | 3              | 0              | 14    | 0     |
| Albirex Niigata | 2009  | 8         | 0         | 2              | 0              | 10    | 0     |
| Albirex Niigata | 2010  | 8         | 0         | 4              | 0              | 12    | 0     |
| Yokohama FC     | 2011  | 33        | 0         | -              | -              | 33    | 0     |
| Yokohama FC     | 2012  | 9         | 0         | -              | -              | 9     | 0     |
| Tochigi SC      | 2013  | 6         | 0         | -              | -              | 6     | 0     |
| Tochigi SC      | 2014  | 8         | 0         | -              | -              | 8     | 0     |
| Tochigi SC      | 2015  | 12        | 0         | -              | -              | 12    | 0     |
| Total           | Total | 127       | 0         | 17             | 0              | 144   | 0     |